# Fannia australis
Fannia australis är en tvåvingeart som beskrevs av Malloch 1923. Fannia australis ingår i släktet Fannia och familjen takdansflugor. Inga underarter finns listade i Catalogue of Life.